# 西藏空港新区
西藏空港新区，是中华人民共和国西藏自治区山南市下辖的行政管理区。

## 历史
西藏空港新区於2015年建立，是西藏自治区的派出机构，由拉萨市管理，托管山南地区贡嘎县甲竹林镇。
2022年7月5日，西藏空港新区调整为山南市属地直接管理。

## 地理
西藏空港新区位于拉萨市与山南市交界处，地势西高东低，西边与岗堆镇相邻，东边与贡嘎县城边界相邻，北边与雅鲁藏布江相邻，通过101省道与贡嘎县城区相连，通过雅江大桥与拉萨市区相连。從地理角度而言，空港新区屬於冈底斯山南延部分，贡嘎县西部的雅鲁藏布江中游河谷地带，外围为高山宽谷地貌。
空港新区属温带半干旱性高原季风气候，气温年交差小、日交差大，冬春寒冷多风，雨季降水集中在6月至9月，年降水量378.1毫米。年平均降水日数为81.7天，全年降水主要集中在雨季，降水多为小雨。年平均气温9℃，6月最高，1月最低。受季风环流影响，全年分为干季、过渡季、雨季和反过渡季：干季在11月至次年4月，过渡季为5月份，雨季在6月至9月，反过渡季为10月。
西藏空港新区人口有8180人，分散於2155户，31个村民小组中。

## 行政区划
西藏空港新区下辖1个镇：甲竹林镇。
| 统计用区划代码 | 名称     | 下辖区划                                                                     |
| -------------- | -------- | ---------------------------------------------------------------------------- |
| 540522101000   | 甲竹林镇 | 甲竹林居委会、沃拉居委会、朗杰林居委会、新村村委会、甲日村委会、甲日普村委会 |

## 註解
1. ↑  2016年2月，撤销山南地区，设立地级山南市